# Lijst van rijksmonumenten in Leerdam (plaats)
De plaats Leerdam telt 36 inschrijvingen in het rijksmonumentenregister. Hieronder een overzicht.
| Object | Oorspronkelijke functie?  | Bouwjaar               | Architect        | Locatie                           | Coördinaten?                 | Nr.?   | Afbeelding |
| --- | ------------------------- | ---------------------- | ---------------- | --------------------------------- | ---------------------------- | ------ | --- |
| Boerderij "De Kruithof". Hoeve met dwars woongedeelte onder rieten wolfdak. Vensters met luiken en roedenverdeling in vroeg-19e-eeuwse trant. Langgerekte stal achter het woonhuis. Gerestaureerd | Boerderij                 | 17e eeuw               |                  | Diefdijk 45                       | 51° 54' 55" NB, 5° 7' 54" OL | 24035  | Meer afbeeldingen |
| Pand met lijstgevel, waarin een ingangspartij met hoofdgestel op consoles, waarboven twee gebeeldhouwde wapens. Gesneden dubbele deur, gesneden kalf en bovenlicht | Woonhuis                  | laatste helft 18e eeuw |                  | Diefdijk 48                       | 51° 54' 54" NB, 5° 8' 1" OL  | 24036  | Meer afbeeldingen |
| Gepleisterde boerderij, onder rieten wolfdak. Rechts een opkamer. Vensters met luiken en schuiframen met goede roedenverdeling | Boerderij                 | 18e eeuw               |                  | Hoogeind 19                       | 51° 55' 2" NB, 5° 4' 14" OL  | 24037  | Meer afbeeldingen |
| Boerderij, met hoge puntgevel en rieten zadeldak | Boerderij                 | 1847 (jaartalankers)   |                  | Hoogeind 38                       | 51° 55' 2" NB, 5° 4' 28" OL  | 24038  | Meer afbeeldingen |
| Grote Kerk | Kerk en kerkonderdeel     | 15e eeuw               |                  | Kerkstraat 32                     | 51° 53' 27" NB, 5° 5' 34" OL | 24039  | Meer afbeeldingen |
| Toren van de Grote Kerk | Kerk en kerkonderdeel     | 18e eeuw               |                  | Kerkstraat 32                     | 51° 53' 28" NB, 5° 5' 34" OL | 24040  | Toren van de Grote Kerk |
| Hofje van Mevrouw Van Aerden | Sociale zorg, liefdadigh. | 1770                   |                  | Kerkstraat 57                     | 51° 53' 25" NB, 5° 5' 30" OL | 24041  | Meer afbeeldingen |
| Aan de Oostzijde van het Veerhuis een huis met klokgevel op de binnenplaats naast het Van Aarden Hof | Woonhuis                  | 18e eeuw               |                  | Kerkstraat 91                     | 51° 53' 25" NB, 5° 5' 30" OL | 24042  | Meer afbeeldingen |
| Eenvoudige gebouw met gepleisterde lijstgevels. Schilddak met dakvenster. Het achterhuis heeft een hoog schilddak tegen een puntgevel aan de achterzijde | Woonhuis                  | 18e eeuw               |                  | Kerkstraat 93                     | 51° 53' 25" NB, 5° 5' 29" OL | 24043  | Meer afbeeldingen |
| Patriciershuis ter breedte van vijf vensterassen onder schilddak met dakvenster. Kroonlijst met consoles Lod. XIV. Deurpartij met pilasters en Lod. XV-bladmotieven | Woonhuis                  | laatste helft 18e eeuw |                  | Kerkstraat 8                      | 51° 53' 29" NB, 5° 5' 42" OL | 24044  | Patriciershuis ter breedte van vijf vensterassen onder schilddak met dakvenster. Kroonlijst met consoles Lod. XIV. Deurpartij met pilasters en Lod. XV-bladmotieven                                                   |
| Voormalig gemeentehuis. Witgepleisterde gevel met driehoekig fronton, gesneden deur en kalf en Empire-schuiframen | Bestuursgebouw en onderdl | ca. 1800               |                  | Kerkstraat 18                     | 51° 53' 28" NB, 5° 5' 39" OL | 24045  | Meer afbeeldingen |
| Groot huis van zeven vensterassen met onder de kroonlijst Lod. XVI-consoles. Gepleisterde gevels met schuiframen. Zadeldak, aan de Oostzijde tegen een trapgevel. Modern dakvenster. Links in de gevel (nr 48) een buitengewoon mooi renaissance-poortje met opschriften: "Wie God wil" en "Vriheyt is om gheen ghelt te coop" | Woonhuis                  |                        |                  | Kerkstraat 44                     | 51° 53' 26" NB, 5° 5' 32" OL | 24046  | Meer afbeeldingen |
| Boerderij met dwars woongedeelte onder rieten zadeldak tussen puntgevels met tussentrappen en vlechtingen. Rechts een opkamer, waarvan de vensters geblokte ontlastingsbogen en 20-ruitsschuiframen met luiken hebben | Boerderij                 | 1631 (jaartalankers)   |                  | Hoogeind 17                       | 51° 55' 1" NB, 5° 4' 23" OL  | 24047  | Boerderij met dwars woongedeelte onder rieten zadeldak tussen puntgevels met tussentrappen en vlechtingen. Rechts een opkamer, waarvan de vensters geblokte ontlastingsbogen en 20-ruitsschuiframen met luiken hebben |
| Ter Leede | Industrie- en poldermolen | 1846 (borstnaald)      |                  | Provincialeweg 2                  | 51° 53' 23" NB, 5° 5' 21" OL | 24048  | Meer afbeeldingen |
| Aansluitend bij het hoekpand Kerkstraat huis met gepleisterde lijstgevel en zadeldak, waarin dakvensters met vleugelstukken. In de verdieping schuiframen | Werk-woonhuis             | 18e eeuw               |                  | Markt 1                           | 51° 53' 27" NB, 5° 5' 37" OL | 24049  | Meer afbeeldingen |
| Huis met gepleisterde lijstgevel met zadeldak | Werk-woonhuis             | 18e eeuw               |                  | Markt 3                           | 51° 53' 27" NB, 5° 5' 37" OL | 24050  | Meer afbeeldingen |
| Huis met afgeknotte trapgevel met ontlastingsbogen en steen: "Thuis genaemt den Hollantsen Tuyn" | Werk-woonhuis             | 17e eeuw               |                  | Markt 5                           | 51° 53' 27" NB, 5° 5' 37" OL | 24051  | Meer afbeeldingen |
| Lijstgevel voor huis met zadeldak, waarin dakvenster met vleugelstukken. In de verdieping Empire-ramen | Woonhuis                  | eerste helft 19e eeuw  |                  | Markt 7                           | 51° 53' 26" NB, 5° 5' 37" OL | 24052  | Meer afbeeldingen |
| Huis met lijstgevel, onder met zeven Empire-ramen | Werk-woonhuis             |                        |                  | Markt 9                           | 51° 53' 26" NB, 5° 5' 37" OL | 24053  | Meer afbeeldingen |
| Hoekpand Hoogstraat. Gotisch huis, gedekt door zadeldak, aan de Zuidzijde afgesloten door een trapgevel met ezelsrugafdekkingen. Aan de Marktzijde schuiframen in stijl 18e eeuw | Werk-woonhuis             |                        |                  | Markt 11                          | 51° 53' 26" NB, 5° 5' 37" OL | 24054  | Meer afbeeldingen |
| Huis onder zadeldak. Gepleisterde lijstgevel met in de verdieping schuiframen | Werk-woonhuis             | mogelijk 18e eeuw      |                  | Markt 2                           | 51° 53' 26" NB, 5° 5' 36" OL | 24055  | Meer afbeeldingen |
| Huis met gepleisterde lijstgevel met mezzanino (mogelijk eerste helft 19e eeuw). Huis gedekt door schilddak met hoekschoorsteen | Werk-woonhuis             | 18e eeuw               |                  | Markt 6                           | 51° 53' 26" NB, 5° 5' 36" OL | 24056  | Meer afbeeldingen |
| Huis met gepleisterde lijstgevel. Schilddak | Werk-woonhuis             | 17e of 18e eeuw        |                  | Markt 16                          | 51° 53' 26" NB, 5° 5' 36" OL | 24057  | Meer afbeeldingen |
| Hoekpand Hoogstraat. Huis met schilddak en gepleisterde gevel | Werk-woonhuis             | mogelijk 18e eeuw      |                  | Markt 20                          | 51° 53' 26" NB, 5° 5' 36" OL | 24058  | Meer afbeeldingen |
| Lutherse Kerk. Zaalkerkje met aan de voorzijde een gezwenkte topgevel | Kerk en kerkonderdeel     | 1838                   |                  | Nieuwstraat 106                   | 51° 53' 29" NB, 5° 5' 27" OL | 24059  | Meer afbeeldingen |
| Boerderij op L-vormige plattegrond met woongedeelte, voorzien van een verdieping en met puntgevel, waartegen het halve schilddak aansluit | Boerderij                 | 18e eeuw               |                  | Overheicop 35                     | 51° 55' 27" NB, 5° 5' 57" OL | 24060  | Meer afbeeldingen |
| Langs de Linge fragment van de stadsmuur met zware, vierkante toren | Omwalling                 | 15e eeuw               |                  | Zuidwal 1                         | 51° 53' 25" NB, 5° 5' 40" OL | 24061  | Meer afbeeldingen |
| Langs de Linge fragment van de stadsmuur | Omwalling                 |                        |                  | Fragment stadsmuur                | 51° 53' 25" NB, 5° 5' 47" OL | 24062  | Langs de Linge fragment van de stadsmuur |
| Langs de Linge fragment van de stadsmuur | Omwalling                 |                        |                  | Fragment stadsmuur langs de Linge | 51° 53' 25" NB, 5° 5' 47" OL | 24063  | Langs de Linge fragment van de stadsmuur |
| Woonhuis van het type villa | Woonhuis                  | 1912                   | Samuel de Clercq | Lingedijk 30                      | 51° 52' 54" NB, 5° 5' 8" OL  | 514996 | Meer afbeeldingen |
| Slachthuis voor wrakvee | Industrie                 | ca. 1935               | Reijnders        | Noordwal 16                       | 51° 53' 34" NB, 5° 5' 41" OL | 514997 | Meer afbeeldingen |
| Dubbel asymmetrisch woonhuis, type villa, Eclectische stijl | Woonhuis                  | 1884                   |                  | Spoorstraat 3                     | 51° 53' 38" NB, 5° 5' 45" OL | 514998 | Meer afbeeldingen |
| Dubbel symmetrisch woonhuis, type villa, Eclectische stijl, | Woonhuis                  | 1884                   |                  | Spoorstraat 7                     | 51° 53' 38" NB, 5° 5' 46" OL | 514999 | Meer afbeeldingen |
| Villa in Eclectische stijl | Woonhuis                  | 1876                   |                  | Spoorstraat 11                    | 51° 53' 39" NB, 5° 5' 46" OL | 515000 | Meer afbeeldingen |
| Achtermolen of Achterste Molen (molenrestant) | Industrie- en poldermolen | vermoedelijk 17e eeuw  |                  | Recht van Ter Leede 1             | 51° 53' 55" NB, 5° 4' 51" OL | 527582 | Meer afbeeldingen |
| Nieuwe Hollandse Waterlinie Cluster 65 Werk op de spoorweg bij de Diefdijk: Fortwachterswoning en Artilleriemagazijn | Bijgebouwen               | 1880-1885              |                  | Diefdijk 11                       | 51° 53' 44" NB, 5° 7' 4" OL  | 531766 | Upload foto |
| Nieuwe Hollandse Waterlinie Cluster 66 Betonnen werken omgeving Werk op de spoorweg: Groepsschuilplaatsen type P | Kazemat                   | 1939-1940              |                  | Industrieweg / Diefdijk           | 51° 53' 44" NB, 5° 7' 1" OL  | 531847 | Nieuwe Hollandse Waterlinie Cluster 66 Betonnen werken omgeving Werk op de spoorweg: Groepsschuilplaatsen type P |